# Ederam (biskup)
Ederam (zm. 29 listopada przed 1049) – niemiecki biskup znany z nekrologów w klasztorze w Weltenburgu i opactwie św. Emmerama w Ratyzbonie, gdzie zarejestrowano jego zgon w dniu 29 listopada nieznanego roku. 
W nekrologu w Weltenburgu jest tytułowany jako episcopus de Polonia, co dowodzi, że był biskupem jakiejś polskiej diecezji, najprawdopodobniej poznańskiej. 
Według Tadeusza Wojciechowskiego, przybył on do Polski w otoczeniu drugiej żony Władysława Hermana, Judyty. Tezę tę oparł na udokumentowanych bliskich związkach Judyty z klasztorem w Weltenburgu. Również Kętrzyński i Abraham datowali jego rządy w Poznaniu na koniec XI lub początek XII wieku. Jednakże badania nad nekrologiem z Ratyzbony wykazały, że wpis o jego zgonie pochodzi jeszcze sprzed roku 1049, co powoduje konieczność przesunięcia datacji jego życia i pełnienia posługi biskupiej na wcześniejszy okres, niż wskazywali ci uczeni. Przypuszczalnie został następcą zmarłego w 1030 biskupa Romana i sprawował rządy w diecezji poznańskiej w okresie reakcji pogańskiej (ok. 1031/32) i najazdu Brzetysława czeskiego (1038). Wskutek tych wydarzeń ok. 1038 roku diecezja poznańska de facto przestała istnieć.